# Enomotarcha vulcanica
Enomotarcha vulcanica är en fjärilsart som beskrevs av Sergius G. Kiriakoff 1958. Enomotarcha vulcanica ingår i släktet Enomotarcha och familjen tandspinnare. Inga underarter finns listade i Catalogue of Life.